# Bacia do Tarim

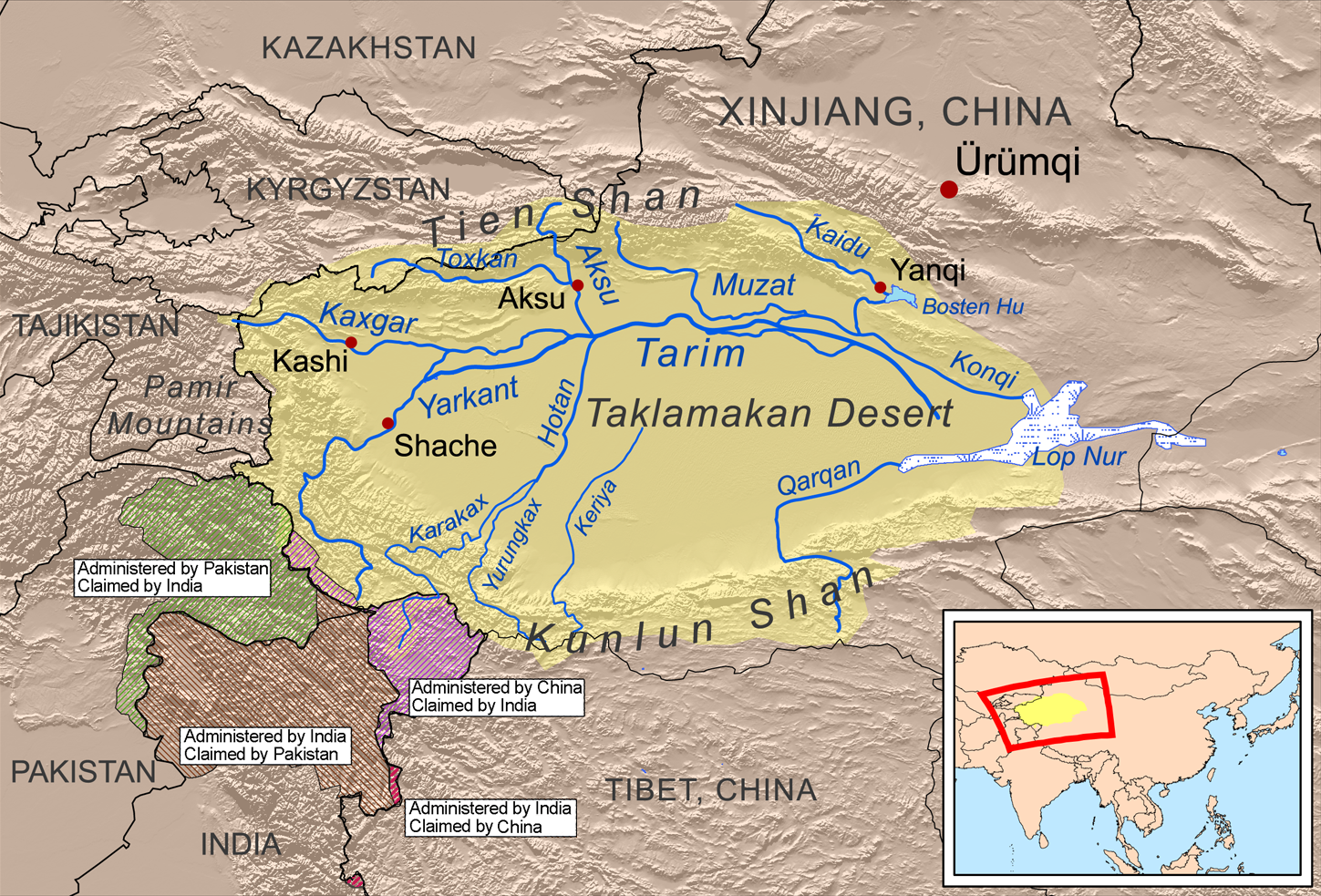
Mapa da região da bacia do Tarim

A bacia do Tarim é a maior bacia hidrográfica endorreica do mundo, com mais de 400 000 km² de área. É rodeada por muitas cordilheiras, como a Tian Shan a norte, os Pamir a oeste e os Kunluna sul. Fica na região autónoma de Xinjiang (também chamada Turquestão Oriental) na parte mais ocidental da República Popular da China. Uma grande parte da bacia é ocupada pelo deserto de Taklamakan. A região é habitada pelos Uigures e outros povos da Ásia Central, mas tem assistindo a uma imigração recente de chineses, vindos de várias zonas do país.
Antigamente, falavam-se línguas tocarianas na bacia do Tarim, e estas eram parte das línguas indo-europeias orientais.
A rota da seda entra na bacia do Tarim, entre Kashgar e Yumen divide-se em duas rotas diferentes, seguindo os limites norte e sul do Taklamakan. Os chineses tomaram o controlo da zona em finais do século I sob liderança do general Bao Chao.
O Império Cuchana expandiu-se pela bacia entre  século I e o século II, estabelecendo o reino de Kashgar e competindo pelo controlo da área com os nómadas e as tropas chinesas. Introduziram o idioma brâmane e o budismo, e desempenharam um papel importante na difusão do budismo para o resto da Ásia através desta rota.
A bacia dispõe de importantes depósitos de petróleo e gás natural. Neste local são produzidas 500 000 toneladas de algodão por ano.
Aqui a arqueologia encontrou uma série de múmias, datadas entre 2000 A.C. a 200 D.C., com uma aparência física ocidental, e que a genética descobriu que pertenciam a descendentes diretos de uma vasta população do Pleistoceno que praticamente desapareceu no final da Idade do Gelo, conhecida como Antigos Eurasianos do Norte (ANE).